# J. Tinsley Oden
J. Tinsley Oden (* 25. Dezember 1936 in Alexandria (Louisiana); † 27. August 2023 in Austin) war ein US-amerikanischer Ingenieurwissenschaftler. Er war bekannt für Anwendungen der Methode der finiten Elemente (FEM) in der Mechanik. Er war Professor an der Cockrell School of Engineering der University of Texas at Austin.

## Werdegang
Oden studierte Bauingenieurwesen an der Louisiana State University mit dem Abschluss 1959. Er wurde 1962 an der Oklahoma State University bei Jan J. Tuma promoviert (Analysis of Plate-Beam Structures). Er lehrte danach an der Oklahoma State University und wurde Professor an der University of Alabama in Huntsville, wo er die Fakultät für Mechanik leitete. 1973 ging er an die University of Texas. Er war dort nicht nur Professor für Mechanik, sondern auch für Mathematik und Informatik. Oden war Gründungsdirektor des Institute for Computational Engineering and Sciences (ICES) an der University of Texas at Austin (gegründet 2003).
Er war Gastprofessor an verschiedenen Universitäten in den USA, Großbritannien und Brasilien.
Oden befasste sich mit rechnergestützter numerischer Mechanik (Computational Mechanics), numerischer Lösung von partiellen Differentialgleichungen und angewandter Mathematik. Die von ihm untersuchten Anwendungen reichen von Strömungsmechanik bis zu dynamischen Simulationen der Behandlung von Krebs mit Lasern, molekularer Dynamik und Simulation von Halbleiterfertigungsprozessen. Er war Autor von über 700 technischen Artikeln und Berichten und Autor und Herausgeber von rund 50 Büchern.
1992 erhielt er die Von-Karman-Medaille und 1996 die Timoshenko Medal. Er war Ehrenmitglied der American Society of Mechanical Engineers (ASME) und Ehrendoktor der Ecole Normale Superieure de Cachan und der Technischen Universitäten in Lissabon und Krakau. Er war Mitglied der National Academy of Engineering. Er erhielt die Presidential Citation der University of Texas und war Ritter des Ordens der Palmes Academiques. Zudem wurde er 2008 in die American Academy of Arts and Sciences gewählt.
Er war Herausgeber von Computer Methods in Applied Mechanics and Engineering.
Zu seinen Doktoranden gehörte J. N. Reddy.

## Schriften
- Finite Elements of Nonlinear Continua, Dover Publications, 2006.
- mit J. N. Reddy An Introduction to the Mathematical Theory of Finite Elements, Wiley 1976.
- Applied Functional Analysis, Prentice Hall, 1979.
- mit E. A. Ripperger Mechanics of Elastic Structures, 2. Auflage, McGraw-Hill, 1981.
- mit Olgierd Cecil Zienkiewicz, R. H. Gallagher, C. Taylor Finite Elements in Fluids, Band 2, Wiley 1976.
- mit Gallagher, D. N. Norrie, Zienkiewicz Finite Elements in Fluids, Band, Wiley 1982.
- mit Gallagher, G. F. Carey, Zienkiewicz Finite Elements in Fluids, Band 6, Wiley 1985.
- mit A. K. Noor State of the Art Survey in Computational Fluid Mechanics,  ASME, 1988.
- Computational Methods in Nonlinear Mechanics, North-Holland, Amsterdam, 1980.